# Bahakot
Bahakot (nepalski: बहकोट) – gaun wikas samiti w zachodniej części Nepalu w strefie Gandaki w dystrykcie Syangja. Według nepalskiego spisu powszechnego z 2001 roku liczył on 495 gospodarstw domowych i 2251 mieszkańców (1246 kobiet i 1005 mężczyzn).